# Église de la Trinité de Langonnet
L’église de la Trinité est une église catholique située au lieu-dit La Trinité-Langonnet sur la commune de Langonnet, en France.

## Localisation
L'église est située dans le département français du Morbihan, sur la commune de Langonnet.

## Historique
L'église de la Trinité fait l’objet d’un classement au titre des monuments historiques depuis le 28 octobre 1980.